# Aérodrome de Yangambi
L'aéroport de Yangambi est un aéroport situé en République démocratique du Congo.